# Ульріке Швайкерт
Ульріке Швайкерт (нар. 28 листопада 1966, Швебіш-Галль) — німецька письменниця у жанрі історико-фентезійної літератури. Також пише під псевдонімом Ріці Шпейеман.

## З біографії
У 10-річному віці Швайкерт пішла в школу, яку закінчила у Штутгарті як банківський клерк.
Після шести років праці дилером з цінних паперів, вона вивчала геологію, а пізніше журналістику.
Займалася також історією рідного міста. Це дослідження стало основою для її першого роману, «Дочка котла солі» (2000).
Сьогодні автор живе поруч з містом Пфорцхайм.
За рік, 2004, вона зробила змовників групи німецькою мовою — «Syndicate» ціною Ханса Йорг-Мартін
На той рік (2004) вона отримала замовлення від групи авторів фантастики кримінального напрямку — на роман "Syndikat" на замовлення Ханса Йорга — Мартіна.

## Твори

### Романи
- Die Tochter des Salzsieders (2000)
- Die Hexe und die Heilige (2001)
- Die Herrin der Burg (2003)
- Die Seele der Nacht (2003)
- Das Jahr der Verschwörer (2003)
- Das Kreidekreuz (2004)
- Das Siegel des Templers (2006)
- Die Maske der Verräter (2007)
- Das Herz der Nacht (2009)
- Das kastilische Erbe (2012)